# Hachas de bronce ceremoniales de Indonesia

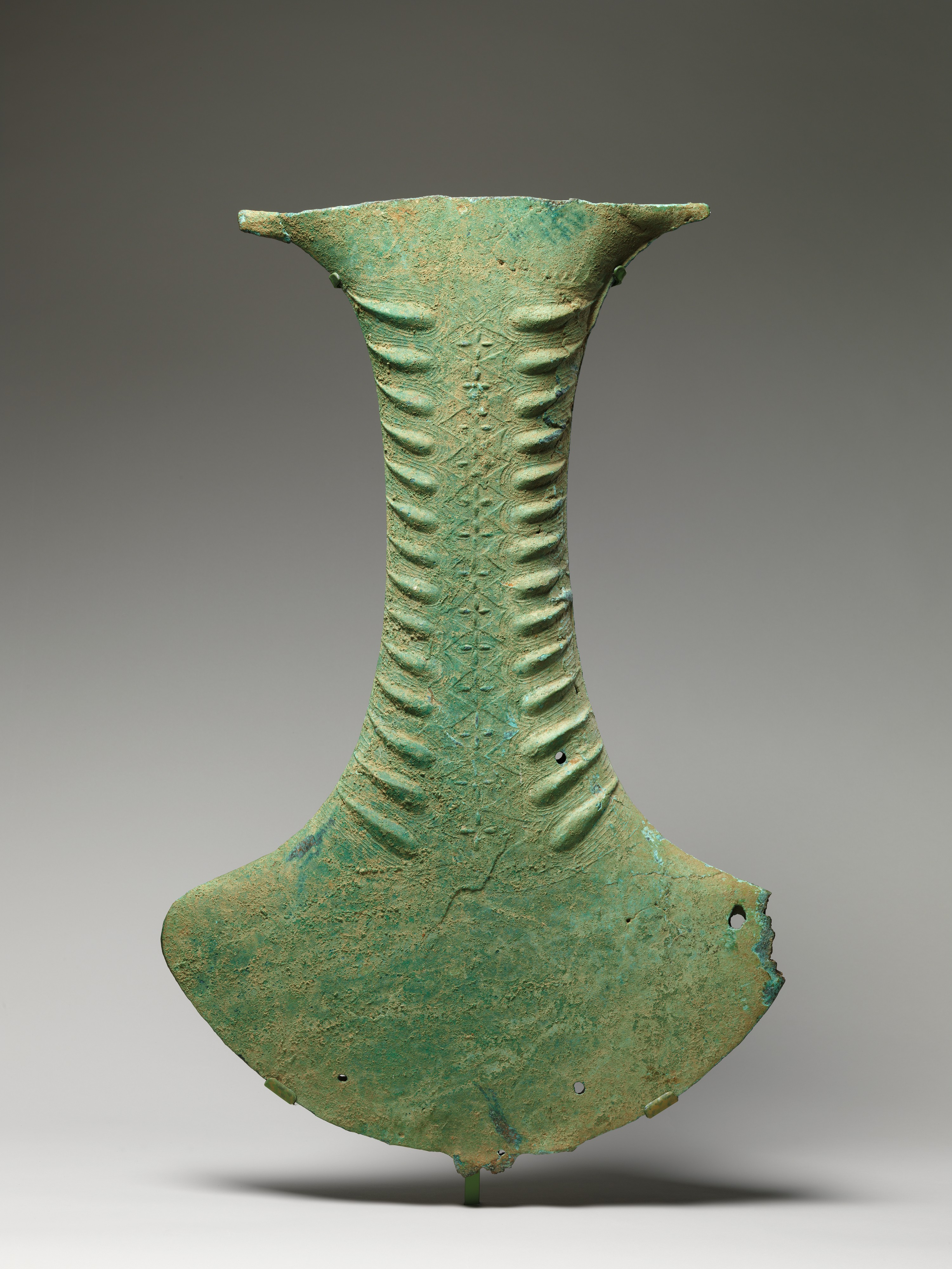
Hacha de bronce ceremonial encontrada en Sulawesi, tiene similitud con otros objetos de hachas de bronce, por ejemplo, en la isla de Roti, que debió usarse como objetos ceremoniales, como instrumento de percusión o como recipiente de líquido.

Las hachas de bronce ceremoniales de Indonesia  eran objetos de la Edad de Bronce que se produjeron en el archipiélago de Indonesia entre el siglo I y II. Los sitios arqueológicos en Java, Bali, Sulawesi, las islas orientales y alrededor del lago Sentani en Papúa que han sido descubiertos, muestran las hachas de bronce en el centro de una producción de bronce o en los cementerios. Son un testimonio de la extensa red comercial en las islas del archipiélago en el primer milenio, que se cree que está conectada con la cultura Dong Son.

## Arqueología

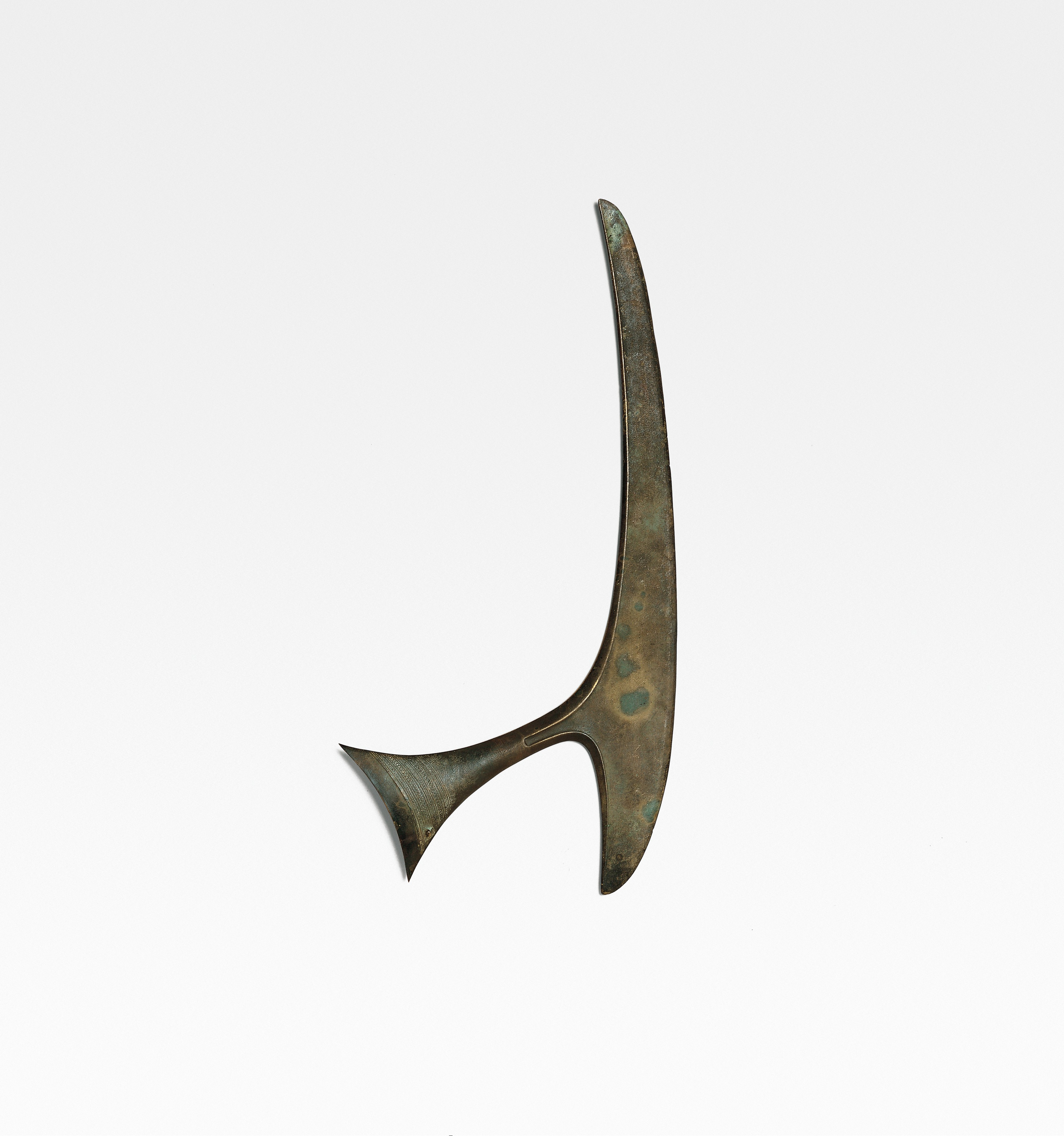
El hacha de bronce en forma de cuchilla tiene un patrón delicado y es demasiado débil para ser utilizada como arma o herramienta agrícola, lo que indica su uso ceremonial.

El primer registro de metalistería en el archipiélago indonesio está datado alrededor del 500 a. C. La mayoría de los primeros objetos de bronce fueron probablemente utilizados para ceremonias, por ejemplo, hachas y timbales muy estilizados. Los hallazgos de objetos de bronce de este período son numerosos en Indonesia. Incluso las personas en el lado oriental de Indonesia, que no habían mostrado ningún signo de contacto con el hinduismo procedente habían desarrollado sofisticadas técnicas de trabajo de metales. El bronce debió haber sido importado a estas islas, porque muchas islas de pequeño tamaño, como Bali o Roti, no extraían cobre ni estaño.
Las hachas de bronce ceremoniales continuaron desarrollándose durante la era preclásica del siglo I al II. Durante este período, las industrias de fundición de bronce florecieron, especialmente en Java y Bali. Estas industrias probablemente fueron instrumentales en la fabricación de diversos tipos de objetos de bronce en Indonesia, incluidos los artefactos ceremoniales de bronce. Se descubrieron varios tipos de hachas de bronce en Indonesia, por ejemplo, numerosas hachas de bronce con cola de golondrina encontradas en Java, el hacha grande con talla antropomórfica, por ejemplo, las encontradas en las islas de Roti y Macasar, y la espada curva de bronce encontrada en muchos tamaños, incluidas las miniaturas. Estos hallazgos arqueológicos del centro de producción de objetos de bronce y varios sitios que indican su uso en una ceremonia indican un floreciente comercio entre las islas en el archipiélago de Indonesia en el primer milenio.

## Descripción
Hay varias formas de hachas ceremoniales de bronce encontradas en Indonesia. Las similitudes entre estas hachas de bronce son sus delicados patrones artísticos y diseño frágil que indican su uso ceremonial. Un hacha ceremonial de bronce descubierta en Landu en norte de Roti en 1875, contiene diseños antropomórficos decorados con motivos geométricos, por ejemplo, círculos concéntricos, patrón de espinas de pescado y espirales, muy similar al arte primitivo del suroeste del Pacífico; pero con motivos geométricos adicionales también se han encontrado en objetos de bronce procedentes de Asia continental, por ejemplo el patrón estriado, muy similar a los descubiertos en Sulawesi, como el «Hacha Macasar» que se guarda en el Museo nacional de Indonesia.
Grandes hachas de bronce ceremoniales de Indonesia, como el Hacha Macasar, —que mide 70.5 centímetros de largo y 30 centímetros de ancho— y el ejemplo similar del Museo Metropolitano de Arte de Nueva York, —105.1 centímetros x 67.3 centímetros— ambos clasificados como Soejono Tipo IIB, Son demasiado grandes para ser objetos prácticos. Este tipo de enormes hachas de bronce se produjo utilizando la técnica de fundición a la cera perdida en dos partes que luego se unieron en el medio. Por lo tanto, el objeto final contiene un hueco. Esta hacha de bronce bien decorada fue sin duda ceremonial en uso, pero se desconoce la naturaleza exacta de su utilización. Al ser hueco —porque las dos partes se combinaron en una sola—, puede haber sido utilizado como un recipiente de agua, o colgado como instrumento de percusión, o simplemente actuó como objeto reliquia como un símbolo de estatus en ceremonias importantes.
En Java se encontraron hachas de bronce con cola de golondrina. Un hacha excepcionalmente grande descubierta en Bogor tiene su parte de cola de golondrina adornada en una de sus superficies por una máscara toscamente dibujada con ojos en forma de brote. Otros tipos de hachas ceremoniales son las hojas curvas que se han descubierto en todas partes del archipiélago desde Java Occidental, por ejemplo, en Bandung hasta Sulawesi. El hacha de bronce en forma de cuchilla se produjo en tamaño completo y como miniatura. Aunque parece un arma, su elegante espada no es lo suficientemente fuerte para cualquier uso práctico tanto en la guerra como en la agricultura.